# گلنار

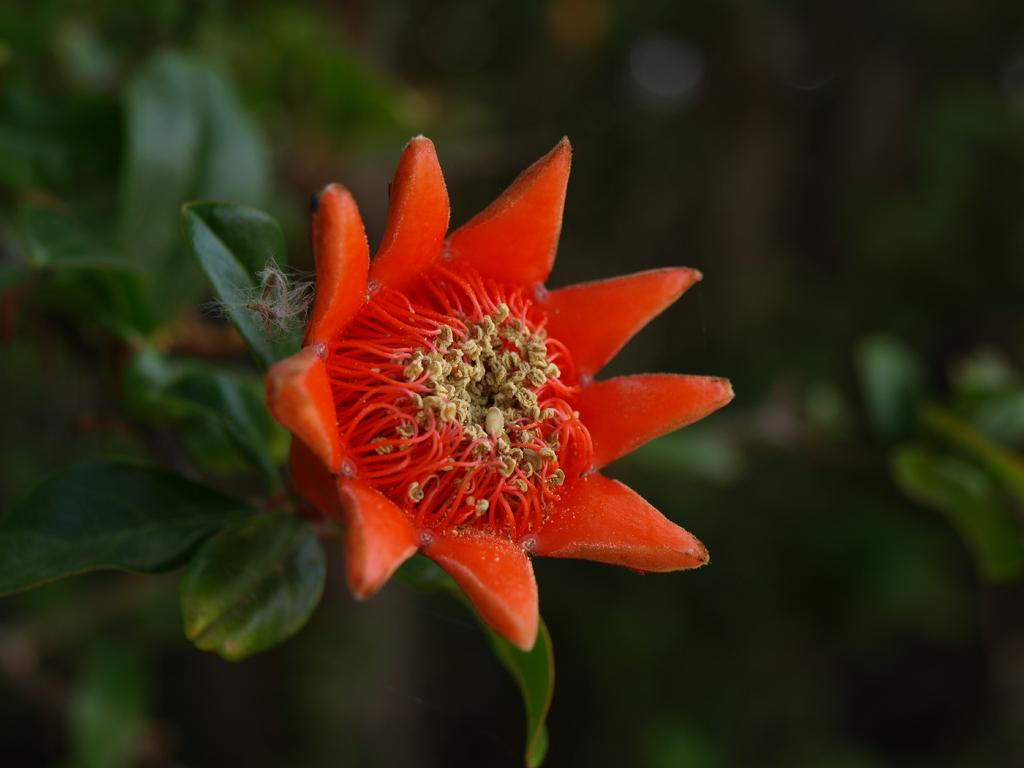
گل انار یا همان گلنار، البته نمونه فوق گل انار میوه‌ده (مثمر) است.

## گلنار فارسی
گلنار فارسی (گلانار) همان درخت انار است، با این تفاوت که این درخت نر بوده و میوه نمی‌دهد. شاخه‌های این درخت نیز همانند درخت انار دارای تیغ هستند و با برگ‌های بیضی و نوک‌تیز پوشیده شده‌اند.
درخت گلانار، درختی بهاری است که در اردیبهشت ماه غنچه می‌کند. این غنچه‌ها تا اواسط خرداد بر درخت مانده و درست همانند غنچه‌های انار هستند با این تفاوت که سرانجام به میوه تبدیل نمی‌شوند. زمانی که این غنچه‌ها به گل تبدیل شوند، جمع‌آوری‌شده و برای مقاصد دارویی و درمانی مورد استفاده قرار می‌گیرند.
و او غیر گل انار مثمر (میوه دار) است. اگر چه در جمیع افعال مشابه یکدیگرند. در دویم سرد و خشک و قابض و رادع و مجفف و مقوی اعضاء و جهت اسهال دموی (اسهال خونی) و صفراوی و رطوبی و زلق‌الامعاء و سحج (پوسته اندازی روده) و قرحه امعاء و نزف‌الدم هر عضو و نفث‌الدم و جرب و حکّه و منع ریختن مواد به معده نافع و ضماد او جهت بدبوئی زیر بغل و التیام جراحات و منع ثراید اورام و سقوط موی و سنون و مضمضه او با سرکه جهت بدبوئی دهان و استحکام لثه و اسنان (دندان‌ها) و قلاع (کرم دندان) مؤثر و مصدِّع (سر دردآور) و مصلحش کتیرا و قدر شربتش تا دو درهم و بدلش به وزن او پوست انار است و از خواص اوست که چون روز چهارشنبه وقت طلوع آفتاب یک عدد غنچه نشگفته او را صاحب رمد (آب ریزش چشم) و معتادین آن از درخت به دهن جدا کرده فرو برد تا یک سال رمد نکشد و از مجربات شمرده‌اند.
با آب بارهنگ برای زخم آلت تناسلی مرد و با سرکه برای باد سرخ بسیار نافع است.
از گلنار فارسی یا همان «گل انار غیرمثمر» در طب سنتی به عنوان قابض و بندآورنده خون در شرایط بالینی متنوعی از جمله هموروئید، خون‌ریزی بینی، خون‌ریزی زیاد رحمی و التهاب استفاده می‌شود. در سال ۲۰۱۴ در مجله Integrative Medicine Research مربوط به مرکز جهانی طب مکمل به چاپ رسید، مشخص شد گیاه گلنار فارسی نیز دارای تأثیر بسزایی در درمان آفت دهان می‌باشد. در این تحقیق اثر عصاره الکلی و آبی گیاه گلنار فارسی بر روی آفت‌های مینور مورد بررسی قرار گرفت و مشخص شد عصاره الکلی گلنار فارسی دارای اثر معناداری نسبت به سایر عصاره‌های مورد آزمایش در این تحقیق بود همچنین مشخص شد گلنار فارسی دارای مقادیر بالایی از ترکیبات فنلی و آنتی‌اکسیدان می‌باشد. تحقیق اثر عصاره گیاه گلنار فارسی را بر روی پاتوژنهای بیماری‌زا(Escherichia coli و Candida albicans) مورد بررسی قرار داد که نتایج این طرح نشان داد عصاره این گیاه دارویی دارای خاصیت آنتی میکروبیال قوی در غلظت ۳۰٪ می‌باشد که نتایج این طرح در سال ۲۰۱۵ در مجله بین‌المللی داروهای گیاهی منتشر شد.